# Estnische Fußballmeisterschaft 1945
Die Estnische Fußballmeisterschaft wurde 1945 zum insgesamt 22. Mal als höchste estnische Fußball-Spielklasse der Herren ausgetragen. Die Saison begann am 27. Juli 1945 und endete am 3. November 1945. Es war infolge des Zweiten Weltkriegs die erste Meisterschaft als Unionsrepublik der Estnischen SSR innerhalb der UdSSR. Dünamo Tallinn konnte die Estnische Meisterschaft erstmals in der Vereinsgeschichte gewinnen.

## Modus
In der Saison 1945 traten 8 Vereine in insgesamt 28 Spielen gegeneinander an. Jedes Team spielte einmal gegen jedes andere Team. Es galt die 2-Punkte-Regel. Bei Punktgleichheit zählte der direkte Vergleich.

## Abschlusstabelle
| Pl. | Verein                   | Sp. | S | U | N | Tore    | Quote | Punkte |
| --- | ------------------------ | --- | - | - | - | ------- | ----- | ------ |
| 1.  | Dünamo Tallinn           | 7   | 6 | 0 | 1 | 030:700 | 4,29  | 12:20  |
| 2.  | BLTSK                    | 7   | 5 | 1 | 1 | 026:900 | 2,89  | 11:30  |
| 3.  | Militärischer Verband II | 7   | 4 | 2 | 1 | 022:900 | 2,44  | 10:40  |
| 4.  | Militärischer Verband I  | 7   | 4 | 1 | 2 | 017:900 | 1,89  | 09:50  |
| 5.  | JK Tallinna Kalev        | 7   | 3 | 1 | 3 | 011:160 | 0,69  | 07:70  |
| 6.  | Spartak Tallinn          | 7   | 1 | 0 | 6 | 010:300 | 0,33  | 02:12  |
| 7.  | Dünamo Rakvere           | 7   | 1 | 0 | 6 | 008:280 | 0,29  | 02:12  |
| 8.  | Kalev Pärnu              | 7   | 1 | 0 | 6 | 013:290 | 0,45  | 02:12  |

Platzierungskriterien: 1. Punkte – 2. Torquotient – 3. Direkter Vergleich (Punkte, Tordifferenz, geschossene Tore)

## Die Meistermannschaft von Dünamo Tallinn
(Berücksichtigt wurden alle Spieler der Mannschaft)
| 1. | Dünamo Tallinn |
|    | - Spieler: August Annus, Edmund Karp, Leonhard Kass, Erich Kohlap, Arnold Kopli, Lembit Laks, Viktor Liiv, Nikolai Linberg, Elmar Maslin, August Roots, Lembit Rämmal, Olev Rämmal, Ervin Vahemets, Boriss Veigemast - Trainer: Elmar Saar |